# Брага (пляжный футбольный клуб)
«Бра́га» — пляжный футбольный клуб из португальского города Брага. Клуб был основан в 2013 году и уже в первом сезоне выиграл национальный чемпионат Португалии. В 2019 году клуб выиграл шестое чемпионство, защитив титулы, выигранные в предыдущих двух сезонах. Они также выигрывали кубок европейских чемпионов в 2017, 2018 и 2019 году. В 2019 они выиграли Клубный Мундиалито и первый кубок Португалии.
В октябре 2024 года руководство клуба объявило о расформировании своей команды по пляжному футболу.

## Достижения
- Чемпионат Португалии
  -  Чемпион (9): 2013, 2014, 2015, 2017, 2018, 2019, 2021, 2022, 2023
  -  Вице-чемпион (2): 2016, 2020
- Кубок Португалии
  -  Победитель (3): 2019, 2021, 2022
- Кубок европейских чемпионов
  -  Победитель (4): 2017, 2018, 2019, 2024
  -  Финалист (2): 2020, 2021, 2022
  -  Бронзовый призёр (2): 2014, 2016
- Клубный Мундиалито
  -  Победитель (2): 2019, 2020
  -  Финалист: 2021